# Adolf VIII van Holstein
Adolf VIII van Holstein-Rendsburg graaf van Holstein 1427-1459 en hertog van Sleeswijk 1440-1459 (1401 - 4 december 1459) was de zoon van Gerard III en Catharina Elisabeth van Braunschweig-Lüneburg (overleden tussen 1417 en 1422).
In de oorlog om Sleeswijk sneuvelde zijn vader in 1404 in de slag bij Dithmarschen en zijn broer Hendrik op 28 mei 1427 bij de belegering van Flensburg. In 1440 verkreeg hij het hertogdom Sleeswijk als erfelijk leen. In 1448 weigerde hij de Deense kroon. Hij stelde voor om zijn neef Christiaan van Oldenburg en Delmenhorst, de zoon van zijn zuster Heilwig, als koning te kiezen. In het jaar 1460, een jaar na het overlijden van Adolf werd Christiaan I koning van Denemarken.
Adolf trouwde met Margaretha van Hohnstein. Zijn huwelijk bleef kinderloos.

Wapen van Adolf VIII van Holstein